# Ploërmel
Ploërmel (en bretó Ploermael, gal·ló Pleurmaèu) és un municipi francès, situat a la regió de Bretanya, al departament d'Ar Mor-Bihan. L'any 2006 tenia 8.538 habitants. Limita amb els municipis de Loyat, Campénéac, Augan, Monterrein, La Chapelle-Caro, Montertelot, Le Roc-Saint-André, Guillac i Taupont. A l'inici del curs 2007 el 2,6% dels alumnes del municipi eren matriculats a la primària bilingüe.

## Demografia
| 1962                                       | 1968  | 1975  | 1982  | 1990  | 1999  |
| ------------------------------------------ | ----- | ----- | ----- | ----- | ----- |
| 5.723                                      | 5.907 | 6.218 | 6.563 | 6.996 | 7.525 |
| Des de 1962: població sense dobles comptes |       |       |       |       |       |

## Administració
| Període   | Identitat         | Partit |
| --------- | ----------------- | ------ |
| 1977-2008 | Paul Anselin      | UMP    |
| 2008-     | Béatrice Le Marre | PS     |